# Aedes whartoni
Aedes whartoni är en tvåvingeart som beskrevs av Mattingly 1965. Aedes whartoni ingår i släktet Aedes och familjen stickmyggor. Inga underarter finns listade i Catalogue of Life.